# جرائم القتل في أتلانتا (1979–1981)
جرائم القتل في أتلانتا (تسمى أيضا جرائم قتل الأطفال في أتلانتا) هي سلسلة من عمليات القتل التي ارتكبت في أتلانتا ، جورجيا ، من 21 يوليو 1979 وحتى مايو 1981. وخلال هذه الفترة وقعت 29 جريمة قتل لأطفال ومراهقين وبالغين وجميعهم من السود. أطلق المجتمع والصحافة على هذه العمليات اسم (جرائم قتل أطفال أتلانتا).

## خلفية الأحداث
بدأ السفاح سلسلة جرائمه التي استهدف فيها قتل الأطفال والمراهقين من أصحاب البشرة السوداء. وكانت أولى جرائمه هو مقتل الطفل إدوارد سميث الذي يبلغ من العمر 14 عاما. أختفى الطفل إدوارد في أحد الأيام وظلت عائلته تبحث عنه دون جدوى، وبعد يومين وجد أحد الحراس الجثة في حديقة عامة، وكانت تبدو عليها علامات الخنق.
لم يكن الطفل إدوارد هو الضحية الوحيدة للسفاح، فقد توالت عمليات قتل متشابهة للعديد من الأطفال، وكانت الجثث تظهر الواحدة تلو الأخرى إما بحديقة عامة، أو داخل مرآب سيارة، أو أمام منزل الضحية نفسها، أو يعثر عليها كهيكل عظمي فوق الجسر، أو جثة متحللة في مكان بعيد، وربما يكون القاتل قد انتهج هذا الأسلوب ليضلل الشرطة. وبالرغم من أن القاتل ارتكب جرائمه على مدى سنتين تقريبا، لم تستطع الشرطة التعرف على القاتل أو تحديد شخص مشتبه به.
وقعت لاحقا جريميتي قتل لمراهقين أثنين، وأدت تحقيقات الشرطة إلى اعتقال رجل يدعى واين ويليامز وهو من سكان أتلانتا الأصليين، وتمت محاكمته وإدانته في جريمتي القتل. كان واين ويليامز يبلغ من العمر 23 عامًا وقت ارتكابه الجريمة، وحُكم عليه مرتين بالسجن المؤبد.
نسبت الشرطة عددًا من جرائم قتل الأطفال إلى واين ويليامز ، لكن لم يتم توجيه تهم إليه في أي من هذه الجرائم لعدم كفاية الأدلة، وأصر واين ويليامز على براءته من جرائم قتل الأطفال. والملفت للنظر أن عمليات قتل الأطفال والمراهقين توقفت بعد اعتقاله. وفي مارس 2019، قامت شرطة أتلانتا بأمر من العمدة كيشا لانس بوتومز، بإعادة فتح ملفات جرائم قتل الأطفال على أمل أن تؤدي التكنولوجيا الجديدة إلى إدانته من جديد.

## القبض على المشتبه به
خلال عمليات القتل، كان أكثر من 100 محقق يعملون على التحقيق. فرضت مدينة أتلانتا حظرا للتجول، وأبعد الآباء في المدينة أطفالهم عن المدرسة ومنعوهم من اللعب في الخارج.
ومع تكثيف التغطية الإعلامية لعمليات القتل، توقع مكتب التحقيقات الفيدرالي أن القاتل قد يلقي بالضحية التالية في مسطح مائي (نهر أو بحيرة) لإخفاء أي دليل يدينه. قامت الشرطة بمراقبة ما يقارب من عشرة جسور في المنطقة، بما في ذلك معابر نهر تشاتاهوتشي. وبتاريخ 22 مايو 1981 وعندما كانت الشرطة تراقب أحد الجسور، سمع أحد الضباط صوت ارتطام في الماء أسفل الجسر. وشاهد ضابط آخر سيارة شيفروليه بيضاء تدور حول المكان ثم تعود عبر الجسر.
أوقفت سيارتان تابعتان للشرطة السيارة المشتبه بها على بعد نصف ميل من الجسر. كان السائق يدعى واين ويليامز ويبلغ من العمر 23 عامًا، يعمل في مجال الموسيقى والتصوير. أما عربة الشيفروليه التي كان يقودها فكانت لوالديه. وبتفتيش السيارة عثر على أجزاء من فرو كلب في المقعد الخلفي وتم استخدام هذا الفرو كدليل في القضية المرفوعة ضد ويليامز، حيث تم العثور على نفس نوع فرو الكلب على بعض الضحايا. وتمت مطابقة هذا الفرو مع الفرو في منزل والديه والفرو الذي تم جمعه من السجاد في المنزل. وأثناء الاستجواب، قال وليامز إنه كان في طريقه لاختبار مهارات امرأة في الغناء وإسمها شيريل جونسون، ادعى واين ويليامز أنها تعيش في مدينة سميرنا القريبة. ولكن الشرطة لم تجد أي دليل يربطه بها ولاحتى في سجل المكالمات في الهاتف.
بعد يومين من الحادثة، بتاريخ 24 مايو، تم العثور على جثة ناثانييل كاتر، البالغة من العمر 27 عامًا، وهي عائمة أسفل مجرى النهر على بعد أميال قليلة من الجسر حيث شاهدت الشرطة عربة المشبوهين.  بناءً على هذه الأدلة، بما في ذلك سماع ضابط الشرطة لصوت الارتطام بالماء سابقا، اعتقدت الشرطة أن واين ويليامز قد قتل ناثانييل كاتر وتخلص من جثتها أثناء وجود الشرطة في مكان قريب من الجسر.
لاحظ المحققون الذين أوقفوا واين ويليامزعلى الجسر قفازات وحبل نايلون قطره 24 بوصة في مقعد الراكب. وفقًا لما ذكره المحققون، بدا الحبل مشابهاً لآثار الحبل الموجودة على ناثانييل كاتر والضحايا الآخرين، لكن الحبل لم يُؤخذ أبدًا كدليل للتحليل. لكنه أعتبر إضافة إلى قائمة متزايدة من الأدلة ضد السفاح.
قام وليامز بتوزيع منشورات في أحياء يغلب عليها السود تدعو الشباب الذين تتراوح أعمارهم بين 11 إلى 21 عامًا للتقدم لاختبار غناء كي يختارهم لمجموعته الغنائية الجديدة التي أطلق عليها اسم الجوزاء. فشل واين ويليامز في اختبار كشف الكذب الذي أجرته FBI ، على الرغم من أن نتائج كشف الكذب تعتبر غير مقبولة كدليل في المحاكم الجنائية.
تم العثور على خيوط من سجادة في منزل واين ويليامز تتطابق مع تلك التي لوحظت على اثنين من الضحايا.  وتم في وقت لاحق ربط خيوط إضافية من منزل واين ويليامز وسيارته وكلبه بالخيوط التي تم اكتشافها على ضحايا آخرين. بالإضافة إلى ذلك، ادعى أحد الشهود وإسمه روبرت هنري أنه رأى واين ويليامز يمسك بيدي ناثانييل كاتر ويمشي معها في الليلة التي يعتقد أنها قتلت فيها.
في 21 يونيو 1981، تم القبض على واين ويليامز. ووجهت له هيئة محلفين كبرى تهمة القتل من الدرجة الأولى في وفاة ناثانييل كاتر وجيمي راي باين (مراهق عمره 21 عام عثر عليه مقتولا بالخنق)  تم تحديد موعد المحاكمة في أوائل عام 1982.
تم الإعلان رسميًا عن خبر اعتقال وليامز. كان أحد عملاء الأف بي آي وإسمه جون دوغلاس قد أجرى قبل ذلك مقابلة مع مجلة بيبول ووصف القاتل بأنه شاب أسود. أعلن مكتب التحقيقات الفيدرالي (FBI) عن إدانة واين ويليامز 

## محاكمة
بدأ اختيار هيئة المحلفين في 28 ديسمبر 1981، واستمر لستة أيام. وتكونت الهيئة من تسع نساء وثلاثة رجال، من بينهم ثمانية من الأميركيين الأفارقة وأربعة من القوقازيين.
بدأت المحاكمة رسمياً في 6 يناير 1982، برئاسة القاضي كلارينس كوبر . كان الدليل الأكثر أهمية ضد ويليامز هو تحليل الخيوط التي عثر عليها على جثامين الضحايا جيمي راي باين وناثانيل كاتير، وحالات القتل العمد الـ 12 التي توجت فيها الأدلة الظرفية بالعديد من الروابط بين الجرائم. وشمل ذلك الشهود الذين شهدوا برؤية واين ويليامز مع الضحايا، وبعض الشهود الذين أشاروا إلى أنه طلب الحصول على خدمات جنسية. 
في 27 فبراير 1982، بعد إحدى عشرة ساعة من المداولات، أدانت هيئة المحلفين وين بيرترام وليامز بالجريمتين. وقد حكم عليه مرتين بالسجن مدى الحياة في سجن هانكوك في جورجيا في سبارتا . 